# جیهو
چوی جی-هو (کره‌ای: 최지호؛ زادۀ ۱۰ ژوئن ۲۰۰۴) که با نام جیهو شناخته می‌شود، خواننده و رقصندۀ اهل کره جنوبی است.